# Сирнево (Бургаська область)
Си́рнево (болг. Сърнево) — село в Бургаській області Болгарії. Входить до складу общини Карнобат.

## Населення
За даними перепису населення 2011 року у селі проживали 213 осіб.
Національний склад населення села:
| Національність   | Кількість осіб | Відсоток |
| ---------------- | -------------- | -------- |
| болгари          | 199            | 93,9%    |
| цигани           | 6              | 2,8%     |
| турки            | 5              | 2,4%     |
| Всього відповіли | 212            |          |

Розподіл населення за віком у 2011 році:
Динаміка населення: